# لاتینا
لاتینا (به ایتالیایی: Latina) مرکز استان لاتینا در ناحیه لاتزیو در مرکز ایتالیا است.

## مساحت و جمعیت

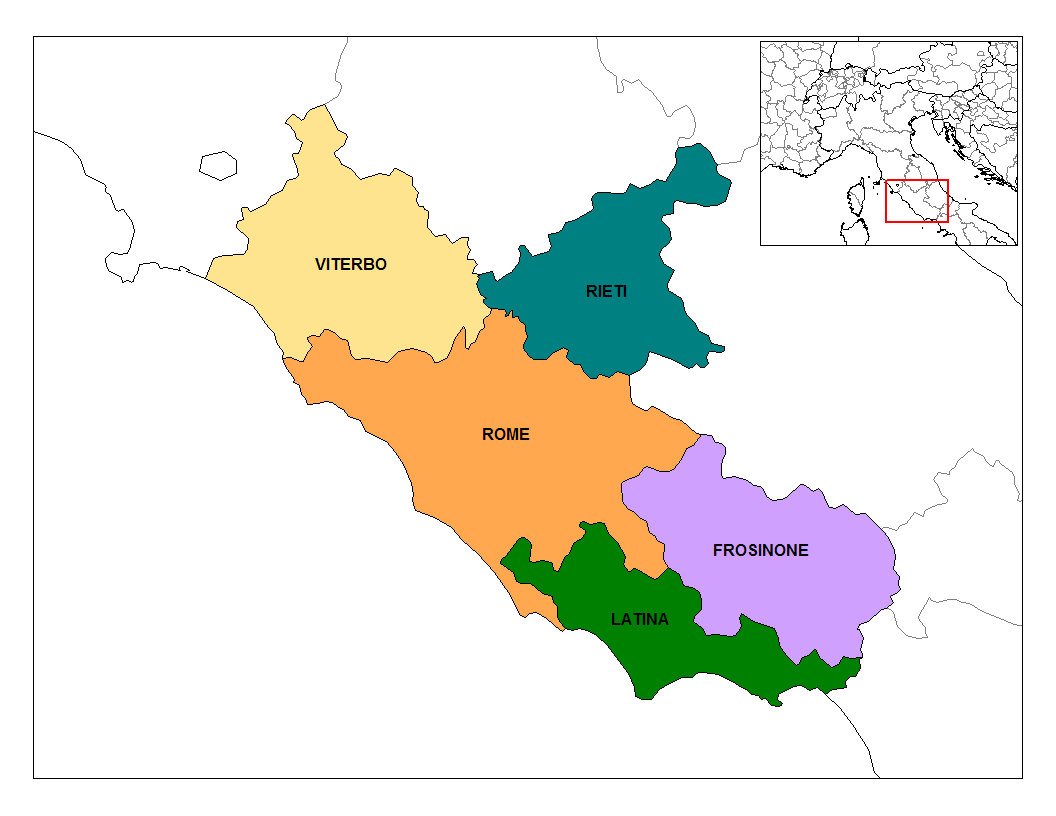

این شهر دارای مساحتی برابر با ۲۷۷ کیلومتر مربع است و جمعیت آن در سال ۲۰۰۷ برابر با ۱۱۵٬۴۲۶ نفر بوده‌است.
لاتینا دومین شهر بزرگ ناحیه به‌شمار می‌رود.

## تاریخچه
این شهر در ۳۰ ژوئن ۱۹۳۲ با نام لیتوریا (Littoria) بنیان گذاشته شد و در ۱۸ دسامبر همان سال گشایش یافت.
ساکنان این شهر را عمدتاً مهاجران فریولی و ونتو تشکیل دادند.
لیتوریا در سال ۱۹۳۴ مرکز استان شد و پس از جنگ جهانی دوم در سال ۱۹۴۶ به لاتنیا تغییر نام داد. از آن پس مهاجران بیشتری به‌ویژه از لاتزیو به جمعیت این شهر افزوده شدند.

## نگارخانه

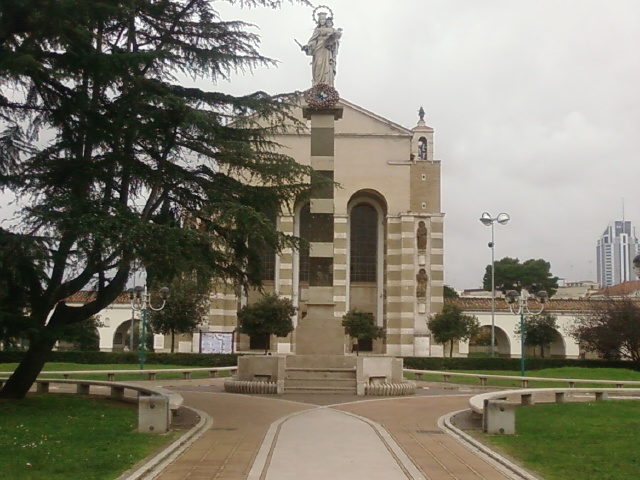
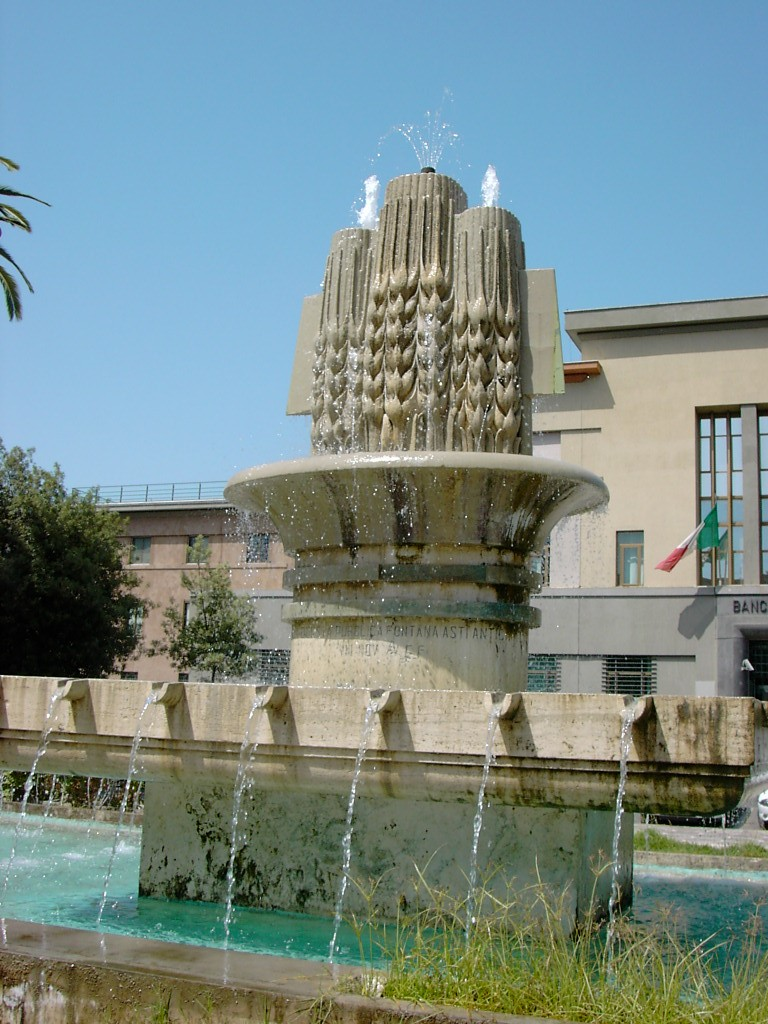
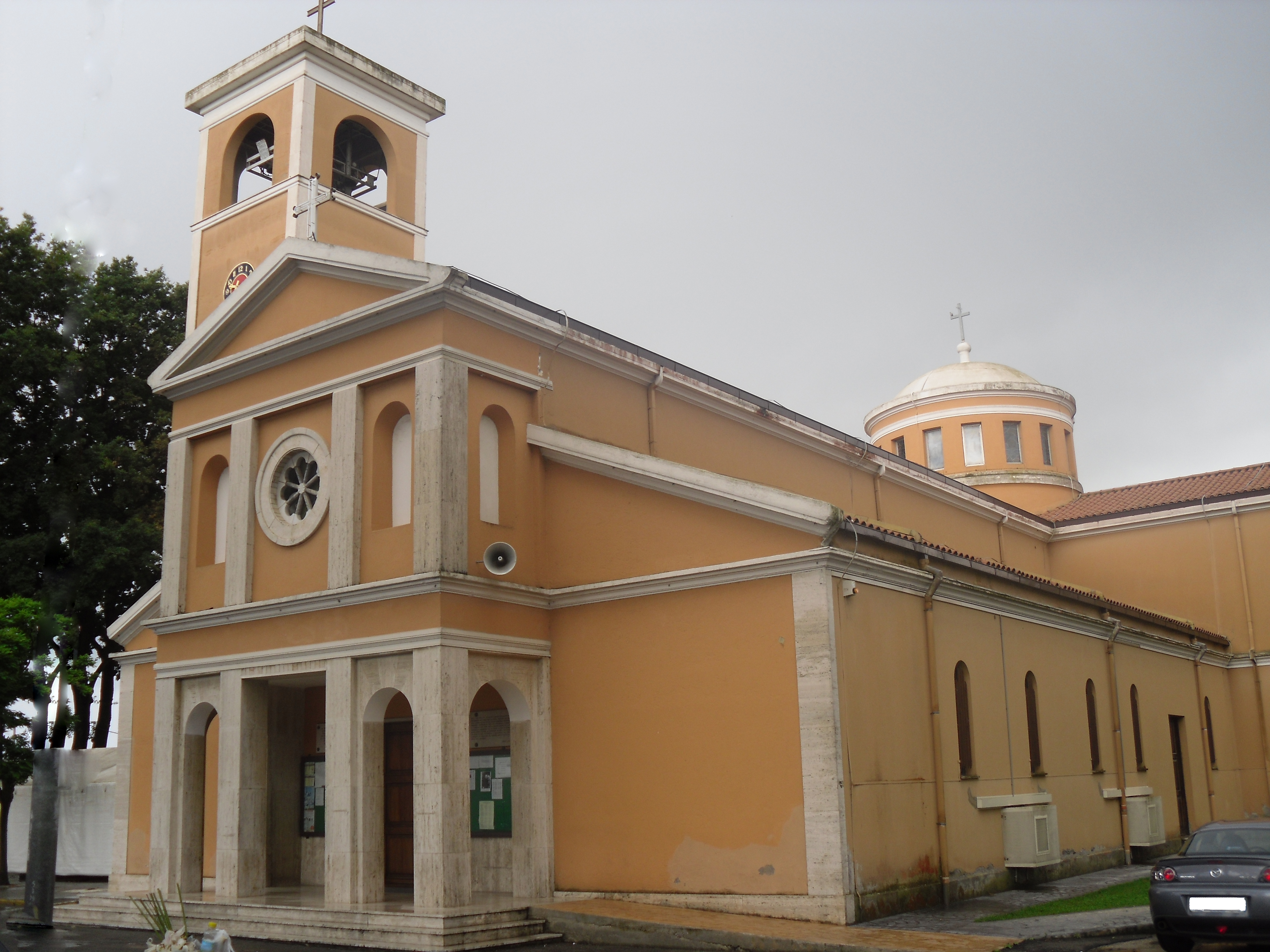